# 高巍和
高巍和（1943年—1996年4月20日），臺灣臺東縣阿美族人，中華民國空軍少將。比敘空軍官校第46期畢業，1991年晉升少將，成為臺灣原住民族史上第一位將軍。退伍後曾代表中國國民黨於平地原住民選舉區當選第二屆立法委員。1996年4月20日凌晨，駕車經中山高速公路赴臺北參加「中華民國台灣原住民文化發展協會」的會議，於臺南新營一帶發生車禍，經送醫不治，享年53歲。